# Eusterinx fragilis
Eusterinx fragilis är en stekelart som beskrevs av Dasch 1992. Eusterinx fragilis ingår i släktet Eusterinx och familjen brokparasitsteklar. Inga underarter finns listade i Catalogue of Life.